# تقی ابتکار
تقی ابتکار (زاده ۱ مرداد ۱۳۱۱ مشهد – درگذشته ۲۹ اسفند ۱۳۷۹ تهران) سیاست‌مدار و مدرس دانشگاه ایرانی بود. وی از شهریور ۱۳۵۸ تا اسفند ۱۳۵۹ ریاست سازمان حفاظت محیط زیست را بر عهده داشت و در دولت هفتم هم مشاور رئیس‌جمهور بوده‌است.

## زندگی‌نامه
وی دانش‌آموخته کارشناسی مهندسی الکترونیک از دانشکده فنی دانشگاه تهران، کارشناسی ارشد مهندسی مکانیک از دانشگاه ووستر و دکترای مهندسی مکانیک از دانشگاه پنسیلوانیا بود و فعالیت شغلی خود را از سال ۱۳۴۷ به عنوان استادیار دانشکده فنی دانشگاه تهران آغاز کرد.
دختر او، معصومه ابتکار، رئیس سازمان حفاظت محیط زیست ایران در دولت خاتمی و دولت یازدهم بود و در دولت دوازدهم نیز معاون رئیس‌جمهور در امور زنان بود.